# Bibliothèque de Sello
La bibliothèque de Sello (finnois : Sellon kirjasto) est une bibliothèque du quartier de Leppävaara à Espoo en Finlande.

## Présentation
La bibliothèque est un établissement de la bibliothèque municipale d'Espoo. Elle a ouvert à son adresse actuelle dans le centre commercial de Sello en août 2003. 
Depuis son premier mois de fonctionnement, la bibliothèque de Sello est la plus fréquentée de toutes les bibliothèques de la zone métropolitaine d'Helsinki. 
En 2015, la bibliothèque a reçu 1,1 million de visiteurs.

## Groupement Helmet de bibliothèques
La bibliothèque de Sello fait partie du groupement Helmet, qui est un groupement de bibliothèques municipales d'Espoo, d'Helsinki, de Kauniainen et de Vantaa ayant une liste de collections commune et des règles d'utilisation communes,.